# Отяк
Отяк (Отек) (д/н — 1178) — 14-й емір Волзької Болгарії у 1164—1178 роках. Повне ім'я Улуг-Мухаммед Отяк Шангі.

## Життєпис
Походив з династії Дуло, суварської гілки. Син еміра Шамгуна. При народженні отримав булгарське ім'я Отяк і арабське — Мухаммед (в подальшому звався Улуг-Мухаммед).
Ймовірно, невдовзі після смерті батька 1135 року мусив тікати з держави. Спочатку мав прихисток у половецького хана Башкорда, з донькою якого одружився. Потім перебрався до Києва, а звідси до Суздаля. Тут затоваришував з великим князем Володимирським Андрієм Юрійовичем.
1164 року зумів повернутися до Волзької Болгарії, де влаштував заколот проти еміра Гішама, якого повалив, захопивши владу. Цим скористався Андрій Юрійович, що захопив місто Ібрагім (в руських літописах - Бряхимів). 
1172 року до держави вдерлося військо на чолі з суздальським княжичем Мстиславом Андрійовичем, якому Отяк завдав поразки, змусивши відступити до себе. 1178 році під час вторгнення половців зазнав раптового нападу й загинув. Владу перебрав його син Абдаллах Челбір.